# Prinia somalica
La prinia somalí (Prinia somalica) es una especie de ave paseriforme de la familia Cisticolidae propia del Cuerno de África.

## Distribución y hábitat
Se encuentra en Etiopía, Kenia, Somalia y el sureste de Sudán del Sur. Su hábitat natural son las sabana seca y las zonas de matorral seco.